# Hippolyte Flandrin
Pour les articles homonymes, voir Flandrin.
Hippolyte Flandrin, né le 23 mars 1809 à Lyon et mort le 21 mars 1864 à Rome, est un peintre français.
Il est le frère d'Auguste Flandrin et de Paul Flandrin, également peintres. Il épouse Aimée-Caroline Ancelot (1822-1882) en 1843, dont naîtra Paul Hippolyte Flandrin, peintre d'art sacré, portraitiste et décorateur.

## Biographie

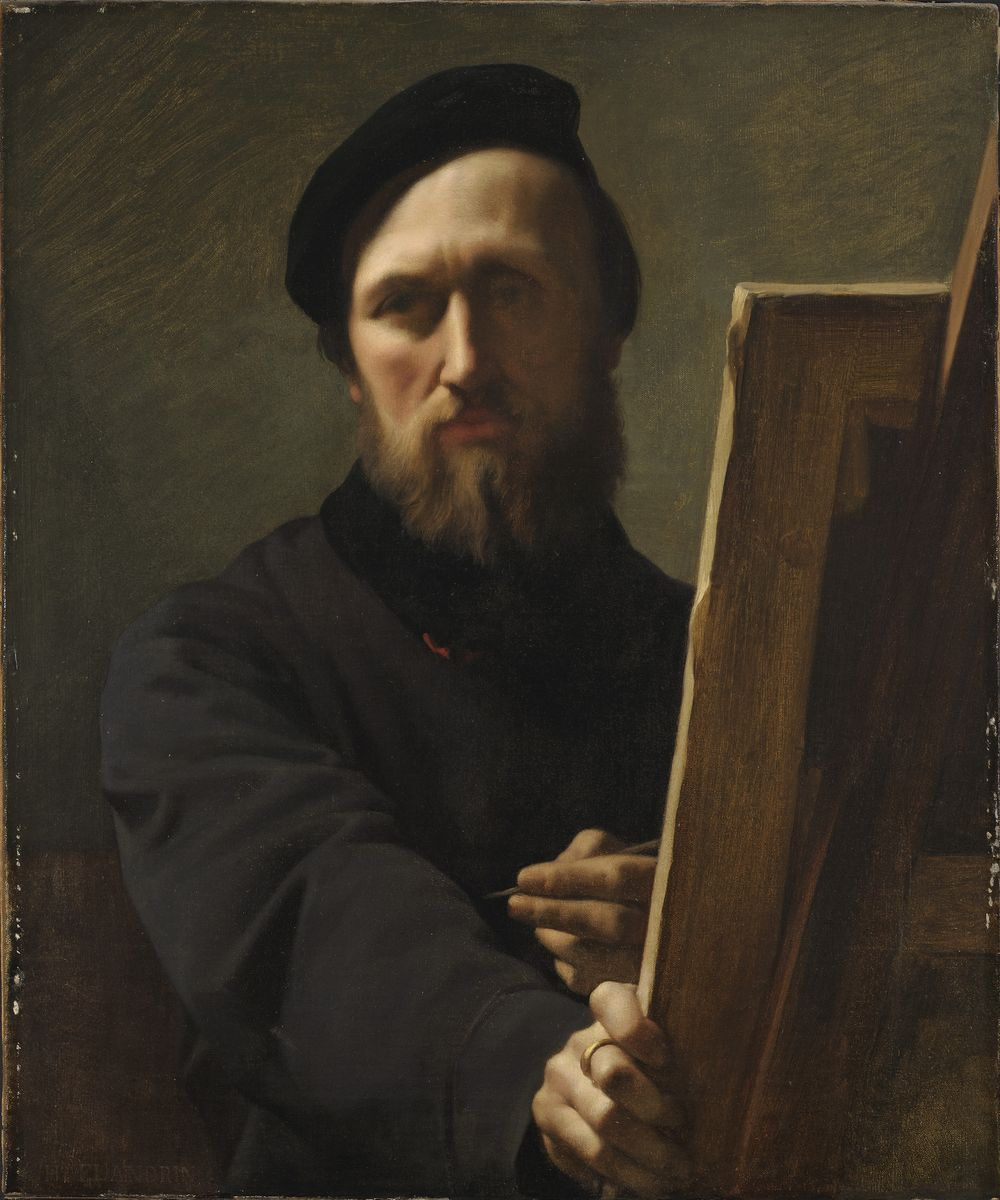
Autoportrait au chevalet, 1860, musée des Beaux-Arts de Lyon.

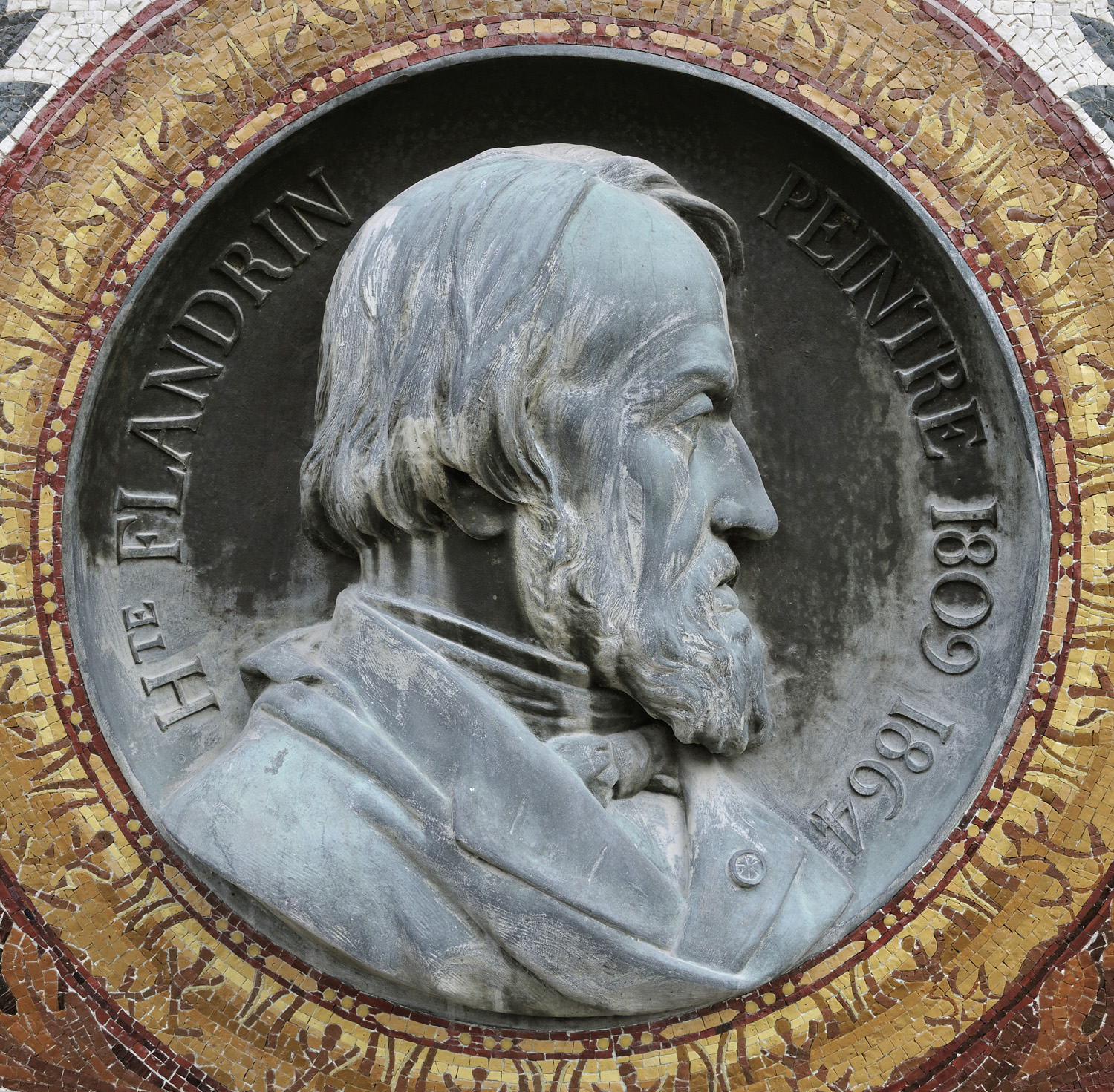
Joseph-Hugues Fabisch, Hippolyte Flandrin, musée des Beaux-Arts de Lyon.

Jean Hippolyte Flandrin est élève de Jean-Auguste-Dominique Ingres. Son travail est représentatif du mouvement néo-classique. Après avoir obtenu le premier grand prix de Rome de peinture en 1832, il part pour la villa Médicis à Rome, en compagnie de Claudius Lavergne (1815-1887). Il pratique d’abord la peinture d'histoire, avant de se tourner vers la peinture religieuse, dont il est avec Alphonse Le Hénaff un des rénovateurs de ce siècle.
Son Jeune homme nu assis au bord de la mer (Paris, musée du Louvre) peint à Rome en 1836, est une de ses œuvres les plus réputées. Un Autoportrait, 1853, est conservé à Florence au musée des Offices.
Il exécute les peintures murales des églises Saint-Séverin, Saint-Germain-des-Prés et Saint-Vincent-de-Paul à Paris.
En 1853, Flandrin est élu membre de l'Académie des beaux-arts. Le 4 avril 1856 il assiste à la fondation de l'Œuvre des Écoles d'Orient, connue actuellement sous le nom de L'Œuvre d'Orient ; il est membre de son premier conseil général du 25 avril 1856.
En 1863, sa santé déclinante le pousse à retourner en Italie, où il meurt de la variole. Il est inhumé à Paris au cimetière du Père-Lachaise.

## Réception critique
« Hippolyte Flandrin complétait Monsieur Ingres ; il était son côté spiritualiste, le transformateur de l’idée païenne de l’enseignement du maître en idée chrétienne : plus préoccupé de l’idéalisation de la pensée que de celle de la forme même, plus amoureux du sens que de la lettre, plus saisi par le sentiment psychologique que par le sens matériel, adonné à ces vagues aspirations mystiques des âmes religieuses qui trouvent les lois de leur esthétique dans les plus profonds et les plus secrets abîmes de leurs croyances. »

— Charles Lahure, Histoire populaire contemporaine de la France, t. IV, Paris, Hachette, 1866, p. 412.

## Œuvres dans les collections publiques
France
- Évreux, musée d'Évreux :

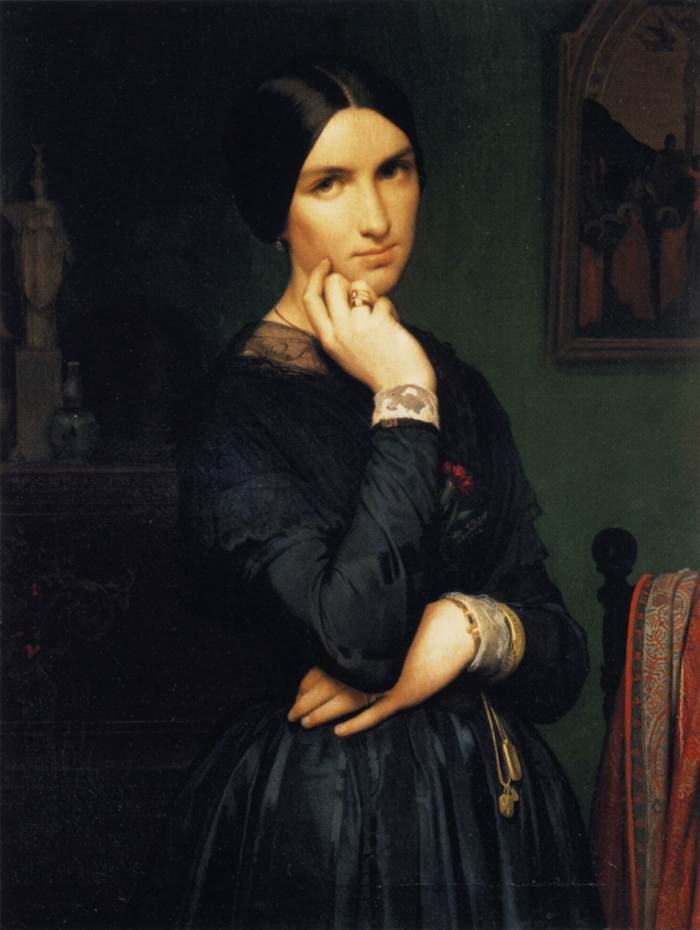
Madame Hippolyte Flandrin (1846), son épouse Aimée-Caroline Ancelot. Paris, musée du Louvre.

  - Étude de personnages, graphite avec rehauts d'aquarelle blanche sur papier vélin
  - La Florentine, 1840-1841, huile sur toile, 60 × 50 cm[8]
- Grenoble, musée de Grenoble : Mme Bordier mère, 1852, huile sur toile ;
- Lisieux, musée d'Art et d'Histoire : Le Christ et les petits enfants, 1839, huile sur toile ;
- Lyon :
  - musée des Beaux-Arts :
    - Jeune Berger assis, 1834, huile sur toile ;
    - Dante et Virgile aux Enfers, 1835, huile sur toile ;
    - Pietà, 1842, huile sur toile ;
    - Portrait de Madame Édouard Brame, 1861, huile sur toile ;
    - Autoportrait à la casquette, huile sur toile ;
    - Autoportrait au chevalet, vers 1860, huile sur toile ;
    - Portrait de Madame Oudiné, huile sur toile ;
    - Georges Brölemann, huile sur toile ;
    - Madame Georges Brölemann, huile sur toile ;

  - basilique Saint-Martin d'Ainay : décoration de l'abside de Saint-Martin d'Ainay et de l'absidiole de saint Badulphe ;
- Montauban, musée Ingres-Bourdelle :
  - Euripide écrivant ses tragédies, huile sur toile ;
  - La Comtesse de Goyon, 1853, huile sur toile ;
- Nantes :
  - cathédrale Saint-Pierre-et-Saint-Paul : Saint Clair guérissant les aveugles, 1836, huile sur toile, 300 × 140 cm, détruite lors de l'incendie du 18 juillet 2020[9] ; une copie (34,5 × 19 cm) par son frère Paul Flandrin est conservée à Paris au musée du Louvre ;
  - musée d’Arts :
    - Jeune fille dite La Florentine, vers 1840, huile sur toile, 60 x 51 cm ;
    - Double autoportrait, 1842, huile sur toile, 38,5 x 30,5 cm, peint avec son frère Paul ;
    - La Rêverie, 1846, huile sur toile ;
- Nîmes, église Saint-Paul : peinture murale, 1848 ;
- Orléans, musée des Beaux-Arts : 
  - Homme noir prosterné. Étude pour le décor du cul-de-four de l'abside centrale de l'église Saint-Paul de Nîmes, vers 1846, huile sur toile, 20,5 × 12,5 cm[10].
- Paris :
  - abbaye de Saint-Germain-des-Prés : peinture murale, 1842-1864, achevé à sa mort par son frère Paul Flandrin ;
  - École nationale supérieure des beaux-arts : 
    - Thésée reconnu par son père, 1832, huile sur toile ;
    - Étude pour Le Jeune berger, graphite sur papier, 26,5 × 19 cm. Verso : personnage assis drapé au graphite[11]. Cette feuille correspond aux premières recherches de Flandrin pour la position de son Jeune berger, envoi qu'il fait au Salon depuis Rome en 1835[12] ;
    - Euripide, graphite sur papier beige, 23 × 20 cm. Verso :  tête de jeune femme voilée, vue de profil au graphite[13]. Cette esquisse est assez proche de la position d'Euripide dans l'œuvre finale (Montauban, musée Ingres). L'esquisse au verso est une étude pour une des figures assise dans Dante et Virgile (Lyon, musée des Beaux-Arts), peint à Rome en 1835[14] ;
    - Étude d'homme nu assis, graphite sur papier beige contrecollé sur carton, 25,2 × 17,9 cm[15]. Selon les historiens, ce dessin serait, soit une étude préparatoire pour Le Jeune berger, soit pour l'Euripide de Flandrin[16] ;
    - Jeune femme tenant une lyre, sanguine sur papier gris bleu, 67,5 × 46,5 cm[17] ;
    - Jeune femme tenant une lyre, sanguine sur papier gris bleu, 67,5 × 47,5 cm[18]. Ces deux dessins sont préparatoires aux figures féminines peintes à l'encaustique du premier cartouche de la tribune du salon du château de Dampierre, côté cour. En 1839, le duc de Luynes sollicite Félix Duban pour restaurer le château de Dampierre qu'il vient de recevoir en héritage. L'architecte y introduit un décor d'un grand éclectisme, réalisé en collaboration avec ses élèves, dont Hippolyte Flandrin, qui est appelé sur le chantier en 1841[19].
    - Saint Jean Chrysostome, graphite sur papier beige contrecollé sur carton, 19,9 × 12,7 cm[20]. Cette étude est préparatoire au saint Jean Chrysostome représenté avec d'autres pères de l'Église au sein du décor du chœur et des deux chapelles latérales de l'église Saint-Paul de Nîmes réalisé à partir de 1846[21]. La pose, le vêtement, le rouleau et l'auréole frontale sont autant d'éléments qui montrent le respect que l'artiste porte à la tradition byzantine[22] ;
    - Saint Fiacre, sanguine sur papier, 29,7 × 12 cm[23]. Cette esquisse est préparatoire à la figure de saint Fiacre, située dans le sixième chœur de l'église Saint-Vincent-de-Paul à Paris, consacré aux Saints Confesseurs. Saint Fiacre est placé en septième position au sein de la frise. Flandrin étudie dans son dessin les traits du visage levé vers le ciel dans une expression de piété intense[24].

  - église Saint-Séverin, chapelle Saint-Jean : La Cène, 1841, peinture murale ;
  - église Saint-Vincent-de-Paul : peinture murale, 1848-1853 ;
  - musée du Louvre :
    - Jeune homme nu assis au bord de la mer, 1836, huile sur toile ;
    - Madame Hippolyte Flandrin, 1846, huile sur toile[25] ;

  - musée d'Orsay :
    - La Force, 1854, huile sur toile ;
    - La Justice, 1856, huile sur toile ;
    - Joseph-Charles-Paul, prince Napoléon, 1860, huile sur toile ;
- Saint-Étienne :
  - église Saint-Louis (ancien couvent des Minimes) : Vitraux du chœur, 1928 à 1931, en collaboration avec Victor Orsel et Gabriel Tyr[26] ;
  - musée d'Art et d'Industrie : Polytès, fils de Priam, observant les mouvements des Grecs à l'approche de Troie, 1833-1834, huile sur toile ;
- Saint-Martory, église : Mater Dolorosa ;
- Versailles, musée de l'Histoire de France : Napoléon III, 1862, huile sur toile ;
- Villeneuve-sur-Lot, musée de Gajac : La Comtesse Maison, 1852, huile sur toile.

Italie
- Rome :
  - Académie de France à Rome[27] :
    - Portrait de Jean-Louis Jaley, 1833-1835, huile sur toile, 46,8 × 37,2 cm. Portrait de Jean Nicolas Louis Jaley, sculpteur et médailleur, prix de Rome en sculpture de 1827 ;
    - Portrait de Marie-Antoine Delannoy, 1833, huile sur toile collée sur contreplaqué, 47,3 × 37 cm. Architecte, prix de Rome en 1828 ;
    - Portrait d’Émile Signol, 1835, huile sur toile, 47,7 × 37,5 cm. Peintre, deuxième prix de Rome en 1829, élu membre de l'Académie des beaux-arts en 1860 ;
    - Portrait d’Eugène-André Oudiné, 1836, huile sur toile, 47 × 37 cm. Sculpteur et médailleur, prix de Rome en médaille et pierres fines de 1831 ;
    - Autoportrait, huile sur toile, 47,8 × 37,3 cm ;
    - Portrait de Louis Adolphe Salmon, 1835-1838, huile sur toile, 47 × 37 cm. Peintre et graveur, deuxième grand prix de Rome en gravure de 1832, premier prix en 1834 ;
    - sept copies de gravures par d’autres auteurs ;

  - Musée napoléonien de Rome : Napoléon III, vers 1861, huile sur toile, MN 447.

Œuvres d'Hippolyte Flandrin
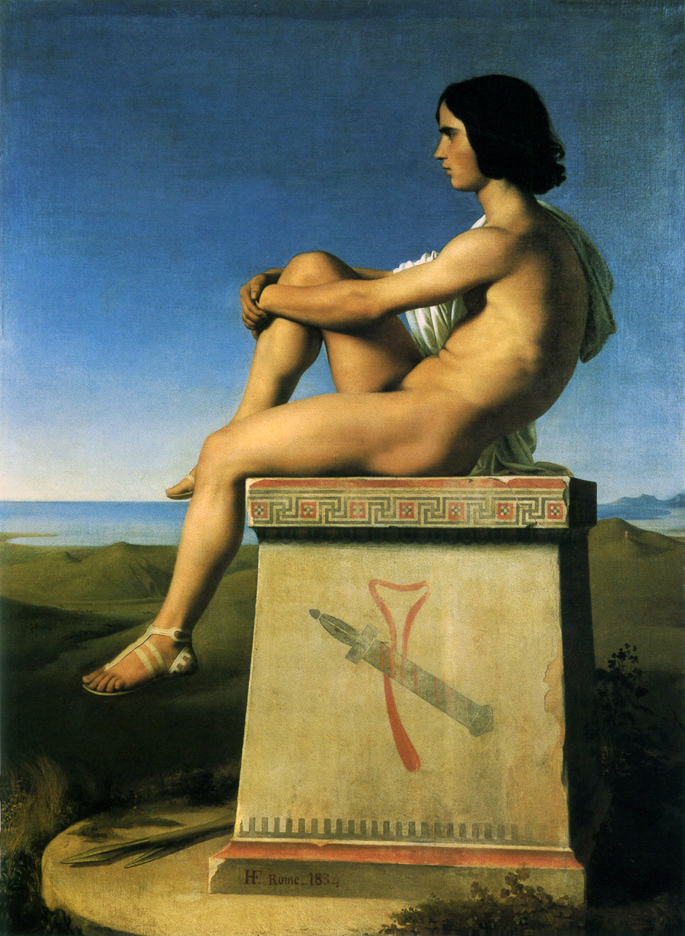
Polytès, fils de Priam, observant les mouvements des Grecs, 1833-1834, musée d'Art et d'Industrie de Saint-Étienne.
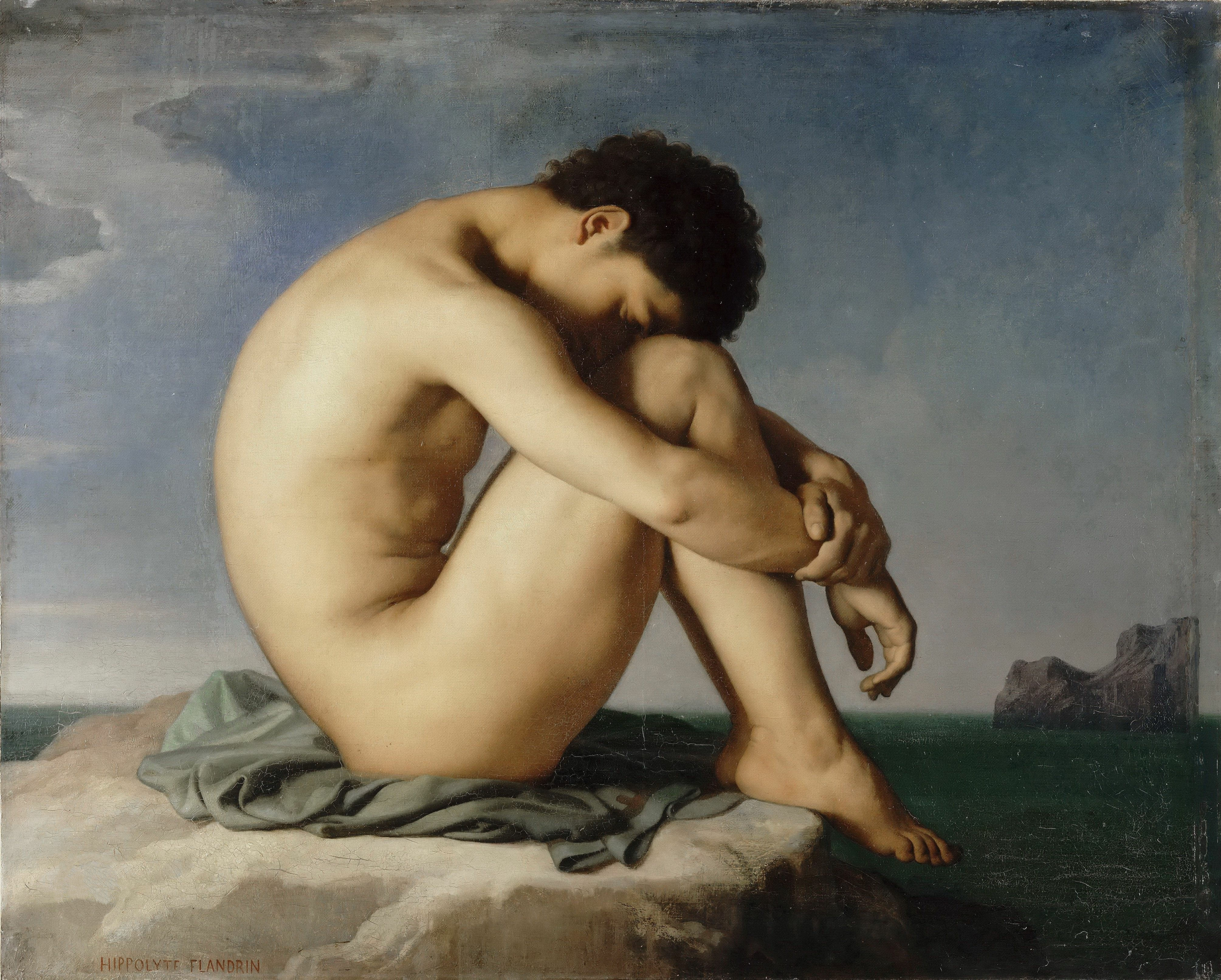
Jeune homme nu assis au bord de la mer, 1836, Paris, musée du Louvre.
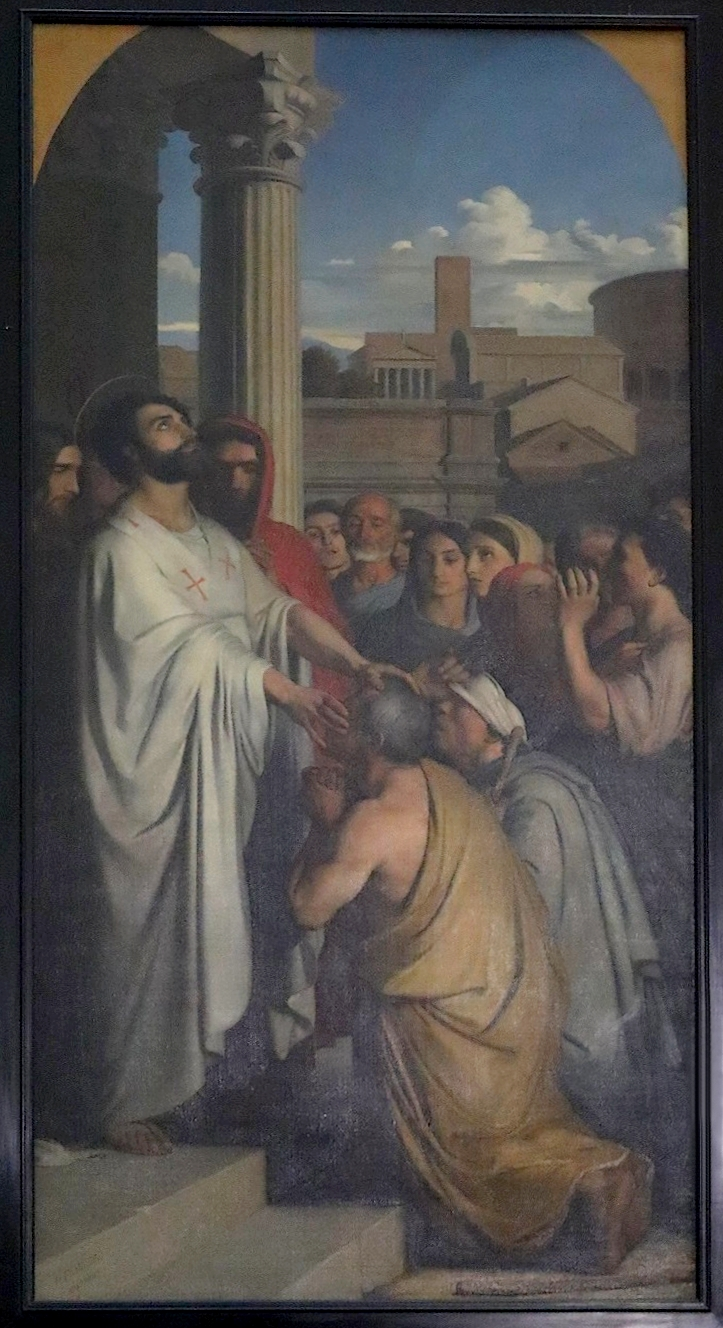
Saint Clair guérissant les aveugles, 1836,  cathédrale Saint-Pierre-et-Saint-Paul de Nantes[28].
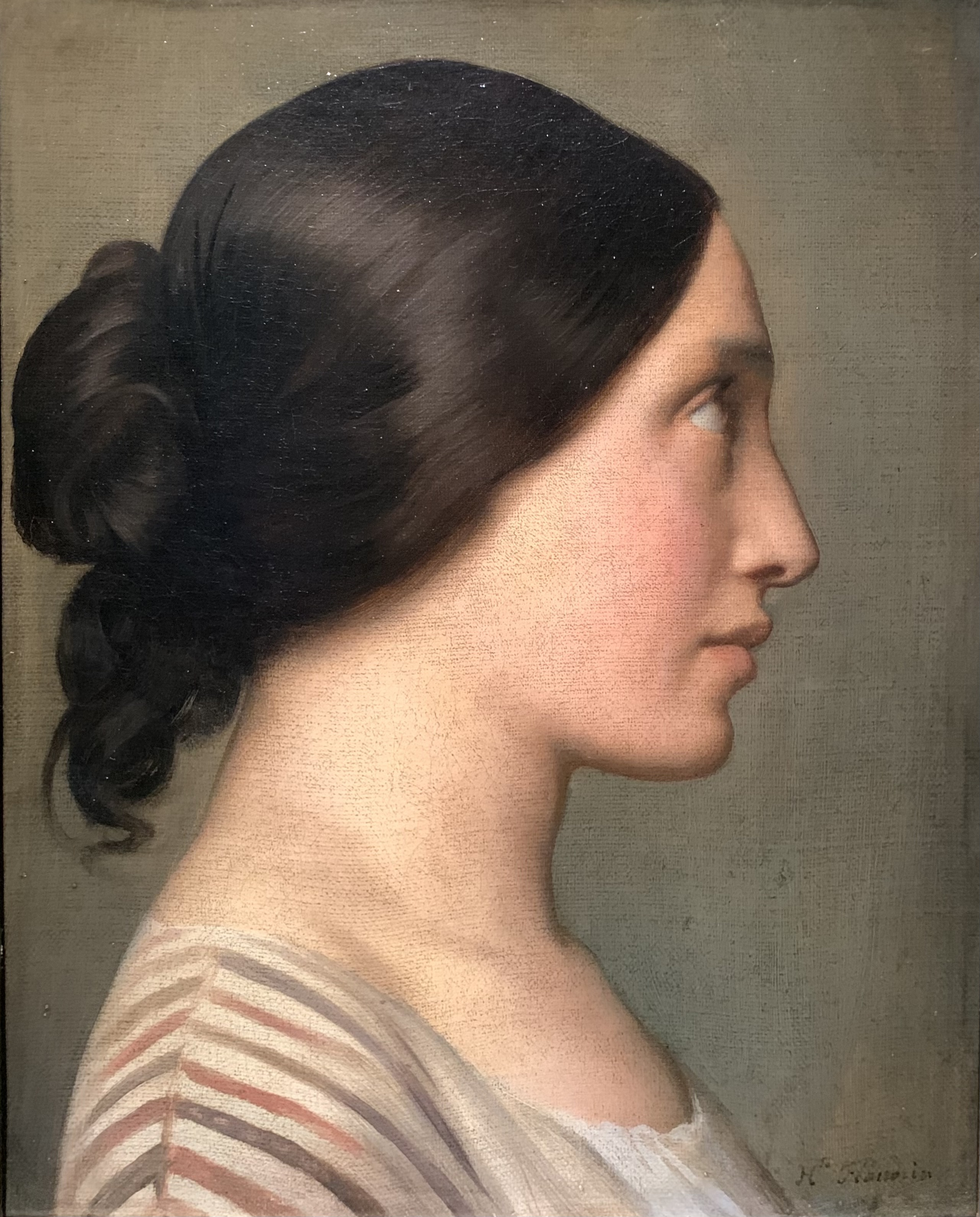
La Florentine, vers 1840, Beauvais, MUDO - Musée de l'Oise.
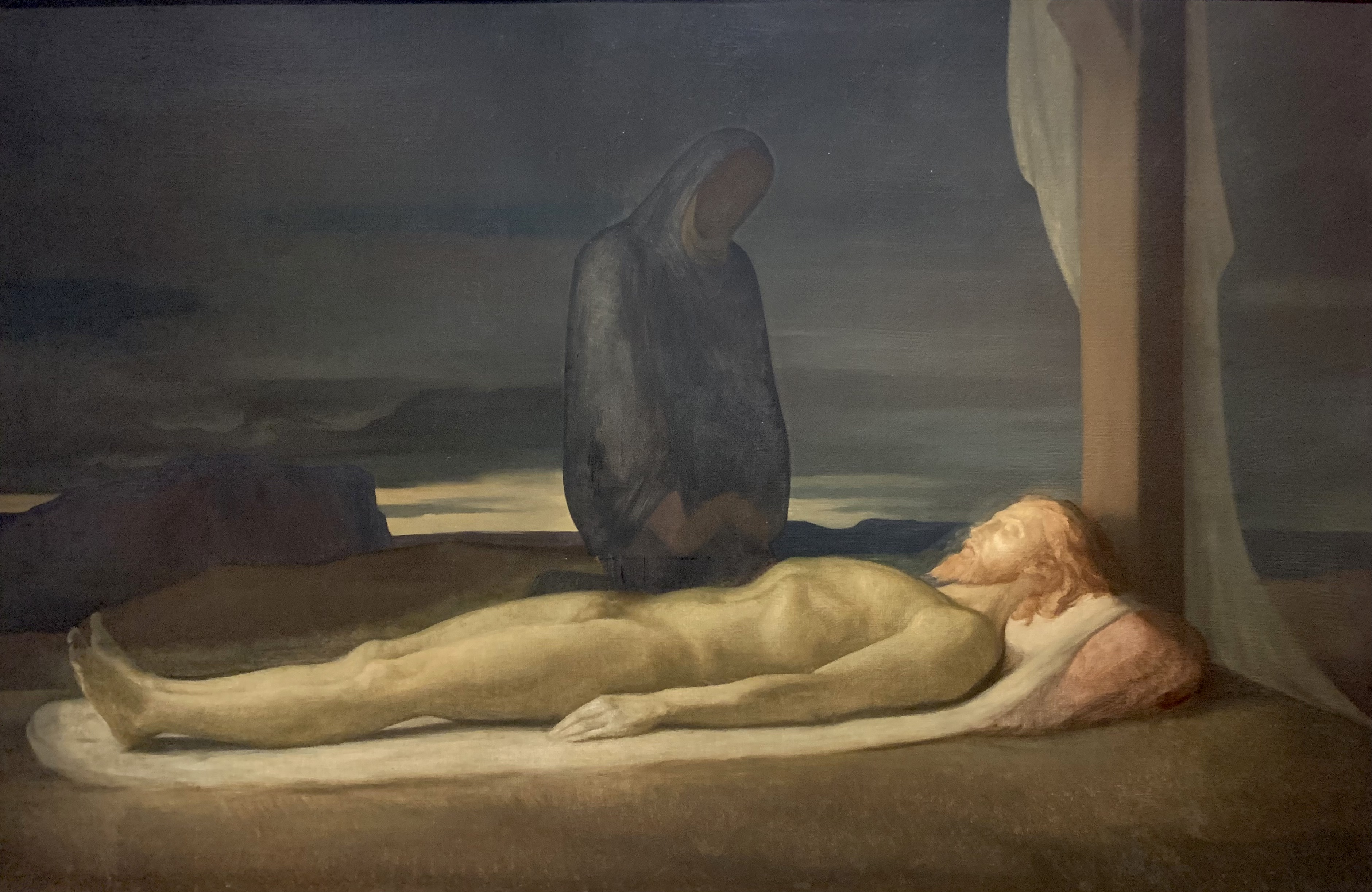
Pietà, vers 1842, musée des Beaux-Arts de Lyon.
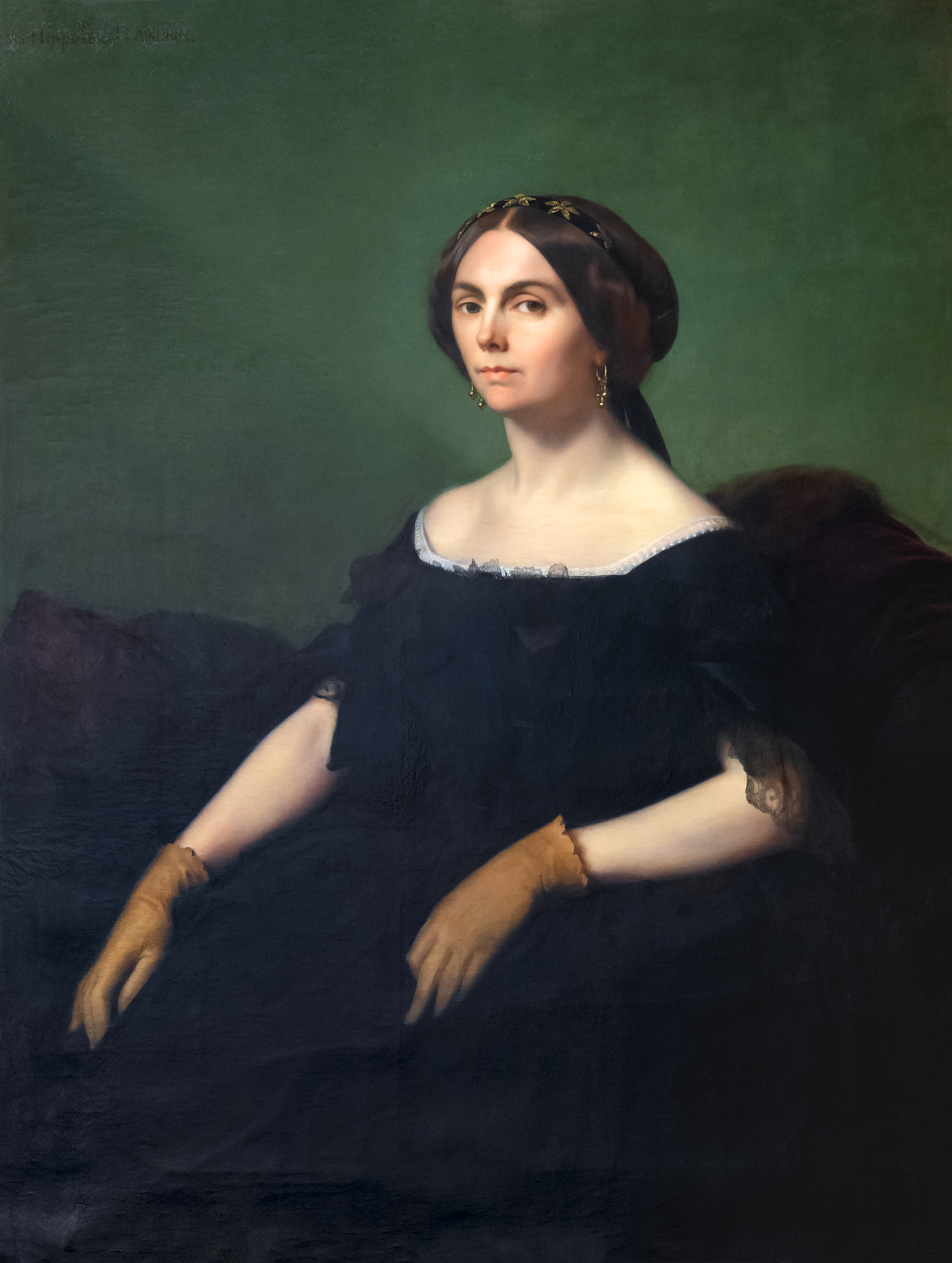
Portrait de la comtesse de Goyon, 1853, Montauban, musée Ingres-Bourdelle.
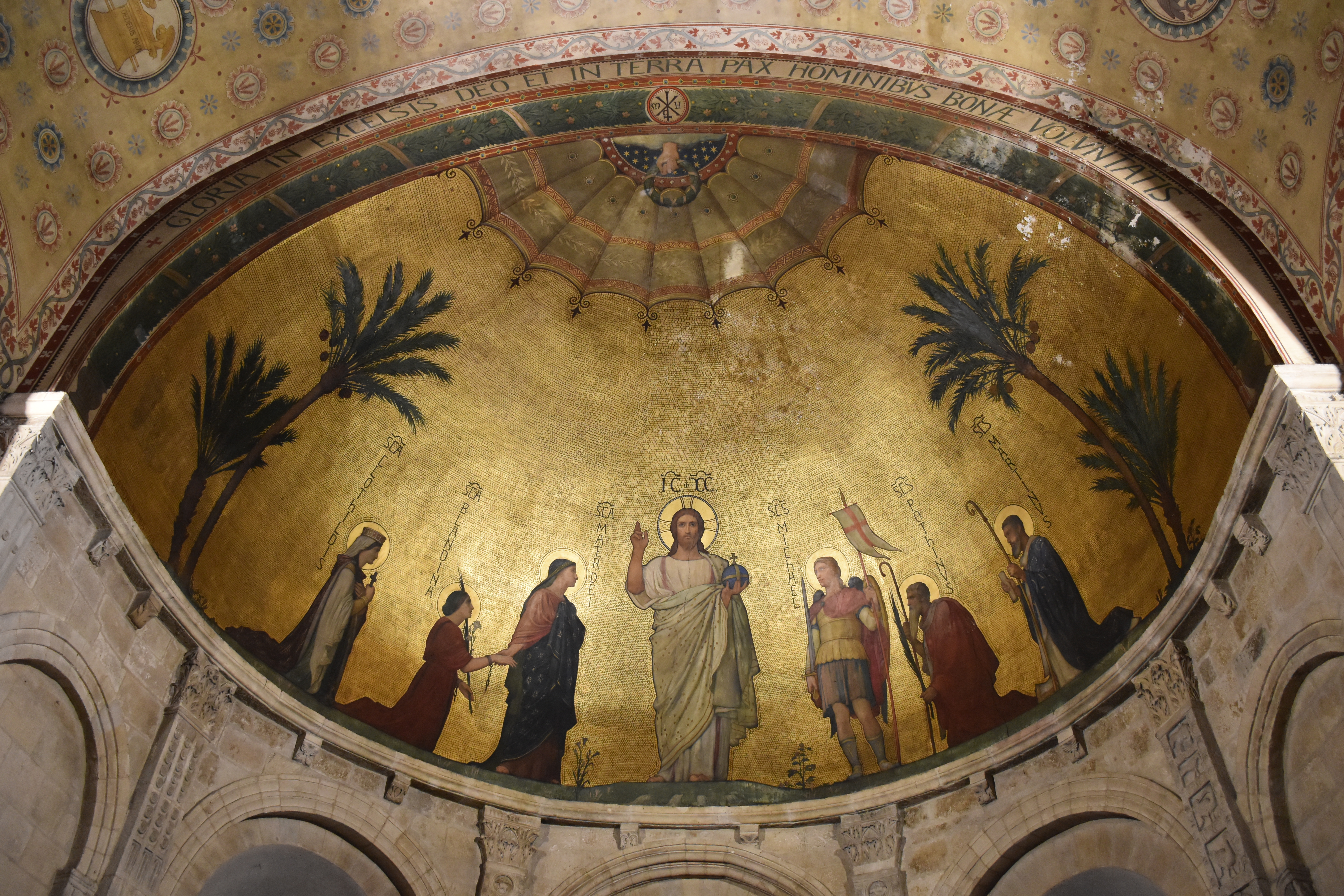
Le Christ avec la Vierge, sainte Blandine, sainte Clotilde, saint Michel archange, saint Pothin et saint Martin, 1855, Lyon, basilique Saint-Martin d'Ainay.
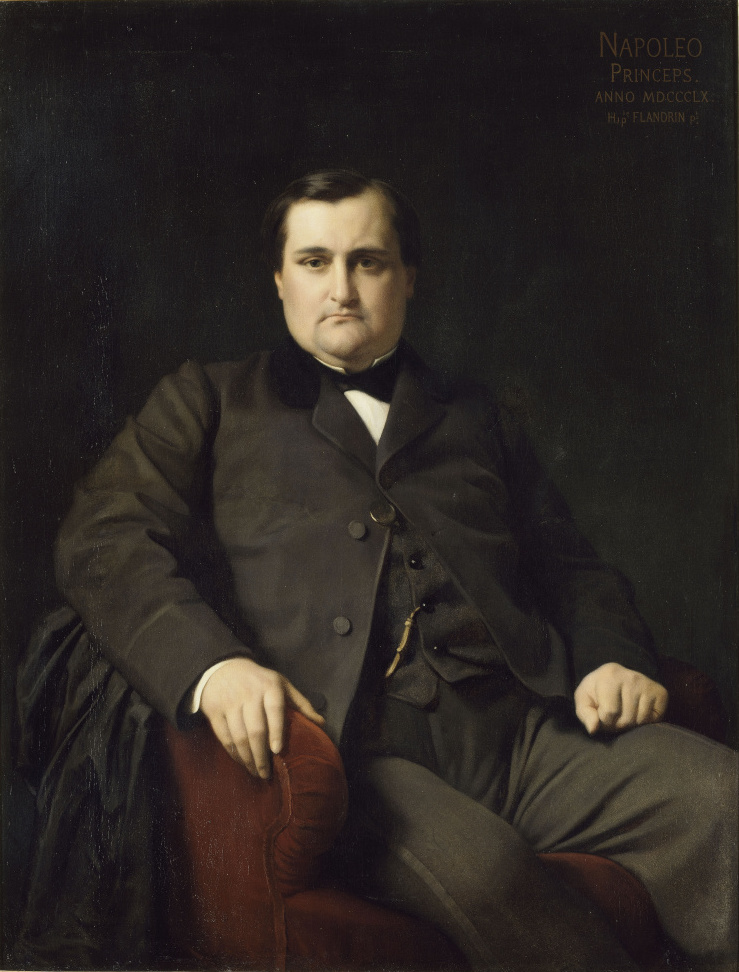
Joseph Charles Paul Bonaparte, 1860, Paris, musée d'Orsay.

## Expositions
- 1865 : exposition rétrospective à l'École impériale des beaux-arts de Paris.
- 1984 : Hippolyte, Auguste et Paul Flandrin, Paris, orangerie du Luxembourg ; Lyon, musée des Beaux-Arts.
- 1995 : De Le Brun à Vuillard, trois siècles de peinture française, Paris, musée Marmottan-Monet.
- 2007 : Hippolyte et Paul Flandrin, paysages et portraits, musée des Beaux-Arts de Nantes.
- 2021 : Hippolyte, Paul, Auguste : les Flandrin, artistes et frères, musée des Beaux-Arts de Lyon[29].

## Élèves
- Eugène Allard
- Benoît Chancel
- Antoinette Cliquot[30]
- Alexis Douillard[31]
- Pierre-Désiré Guillemet
- Émile Hirsch
- Louis Lamothe, vers 1839.
- Charles-Emmanuel Serret
- James Tissot, de 1856 à 1859.

## Hommages
- Boulevard Flandrin à Paris.
- Rue Hippolyte-Flandrin à Lyon.

### Iconographie
- Portrait photographique par Robert Jefferson Bingham, in : Recueil de portraits d'Ernest Meissonier, de sa famille, de peintres, et personnalités diverses, Paris, Bibliothèque nationale de France (en ligne).